# シグマンド・ロンバーグ
シグマンド・ロンバーグ（英語: Sigmund Romberg、元はハンガリー語: Romberg Zsigmond、1887年7月29日 - 1951年11月9日）は、ハンガリー生まれのアメリカの作曲家。

## 経歴
出生から修学期
1887年、オーストリア＝ハンガリー帝国のグロース＝カーニシュ(現・ナジカニジャ)でユダヤ人の家庭に生まれた。出生名はジークムント・ローゼンベルク。1889年、一家はベリシュチェ(現・クロアチア)に引越し、この地で小学校に通った。父の影響を受けて6歳でバイオリン、8歳でピアノを学んだ。1897年にギムナジウムに入学し、学校のオーケストラに参加。その後、工学を学ぶためにウィーンへ出た。
技術者としての勉強の傍ら、リヒャルト・ホイベルガーのレッスンを受けて作曲も学んだ。1909年6月よりオーストリア軍に従軍。
渡米後
1909年に渡米し、英読みのロンベルク姓を用いるようになった。ニューヨークの鉛筆工場で短期間働いた後、カフェやレストランでピアニストとして働き始めた。そして自身のオーケストラを立ち上げ、いくつかの曲を出版した。それらの曲が劇場経営者シューバート兄弟らに注目され、1914年より人気パフォーマーアル・ジョルソンなどのブロードウェイ・シアターのショーのための音楽作曲が依頼された。以降、オペレッタの作曲で成功を収めた。
1951年、ニューヨーク市のリッツタワーズホテルの一室で脳卒中のため死去。

## 作曲作品・作風について
のちのミュージカルの先駆をなす彼の曲は、ロンバーグ・メロディとして親しまれた。
とりわけ、オスカー・ハマースタイン2世と共作したブロードウェイ・ミュージカル『ニュー・ムーン』の挿入歌「朝日のごとくさわやかに」「恋人よ我に帰れ」は、ジャズのスタンダード・ナンバーとして、日本人にもよく知られている。『学生王子』も、今日ミュージカルとして扱われる作品だが、ドイツの古都を舞台にし曲調もウィンナ・オペレッタの名残が濃いこともあり、日本でも二期会などクラシック系の団体が上演することが多い。

## 家族・親族
- 父：アダム・ローゼンベルク
- 最初の妻：ユージニアはオーストリア人。
- 二番目の妻：リリアン・ハリス(1898～1967年)とは1925年に結婚した。

## 作曲作品

### 楽曲
- "Her Soldier Boy" (1917年)
- "Home Again" (1916年) ※作詞: オーガスタス・バラット
- "Kiss Waltz" (1916年) ※作詞: リダ・ジョンソン・ヤング
- "Mother" (1916年) ※作詞: リダ・ジョンソン・ヤング
- "Sister Susie's Started Syncopation" (1915年) ※作詞: ハロルド・アタリッジ
- "Won't You Send a Letter to Me?" (1917年) ※作詞: ハロルド・アタリッジ
- 「恋人よ我に帰れ」 - "Lover, Come Back to Me" (1928年) ※作詞: オスカー・ハマースタイン2世
- "One Kiss" (1928年) ※作詞: ハマースタイン
- 「朝日のごとくさわやかに」 - "Softly, as in a Morning Sunrise" (1928年) ※作詞: ハマースタイン
- "Stout Hearted Men" (1928年) ※作詞: ハマースタイン

### 演劇のための作曲作品
- 『青い天国』The Blue Paradise（1915年）
- 『5月の季節』Maytime（1917年）
- 『イスタンブールの薔薇』The Rose of Stamboul（1922年）
- 『学生王子』The Student Prince[1]（1924年）
- 『フラビア王女』[2](1925年)
- 『砂漠の歌』The Desert Song（1926年）
- 『ニュー・ムーン』The New Moon（1928年）